# Ahmed El Inglizi
Ahmed El Inglizi (littéralement l'Anglais) (en arabe : أحمد الإنجليزي ), encore appelé Ahmed El Alj ou Ahmed Laâlaj (Ahmed le renégat) est un renégat anglais qui se convertit à l'Islam. Il fut corsaire à Salé, ainsi qu'architecte et ingénieur au service du sultan du Maroc Mohammed III pendant la seconde moitié du XVIIIe siècle.

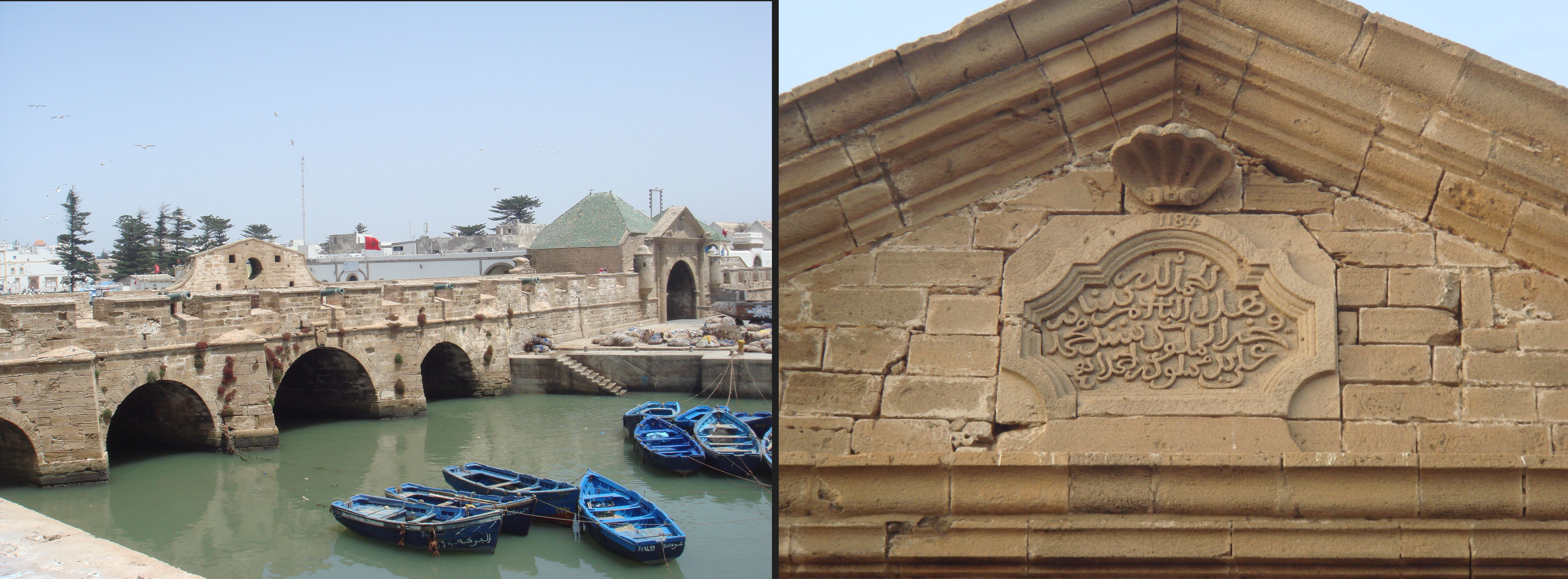
L'entrée du port d'Essaouira édifiée en 1770 par Ahmed El Inglizi comme il est décrit dans la sculpture ornant la façade de la porte de la marine (photo de droite)

Il est connu pour avoir fortifié la ville d'Essaouira en particulier l'entrée du port.

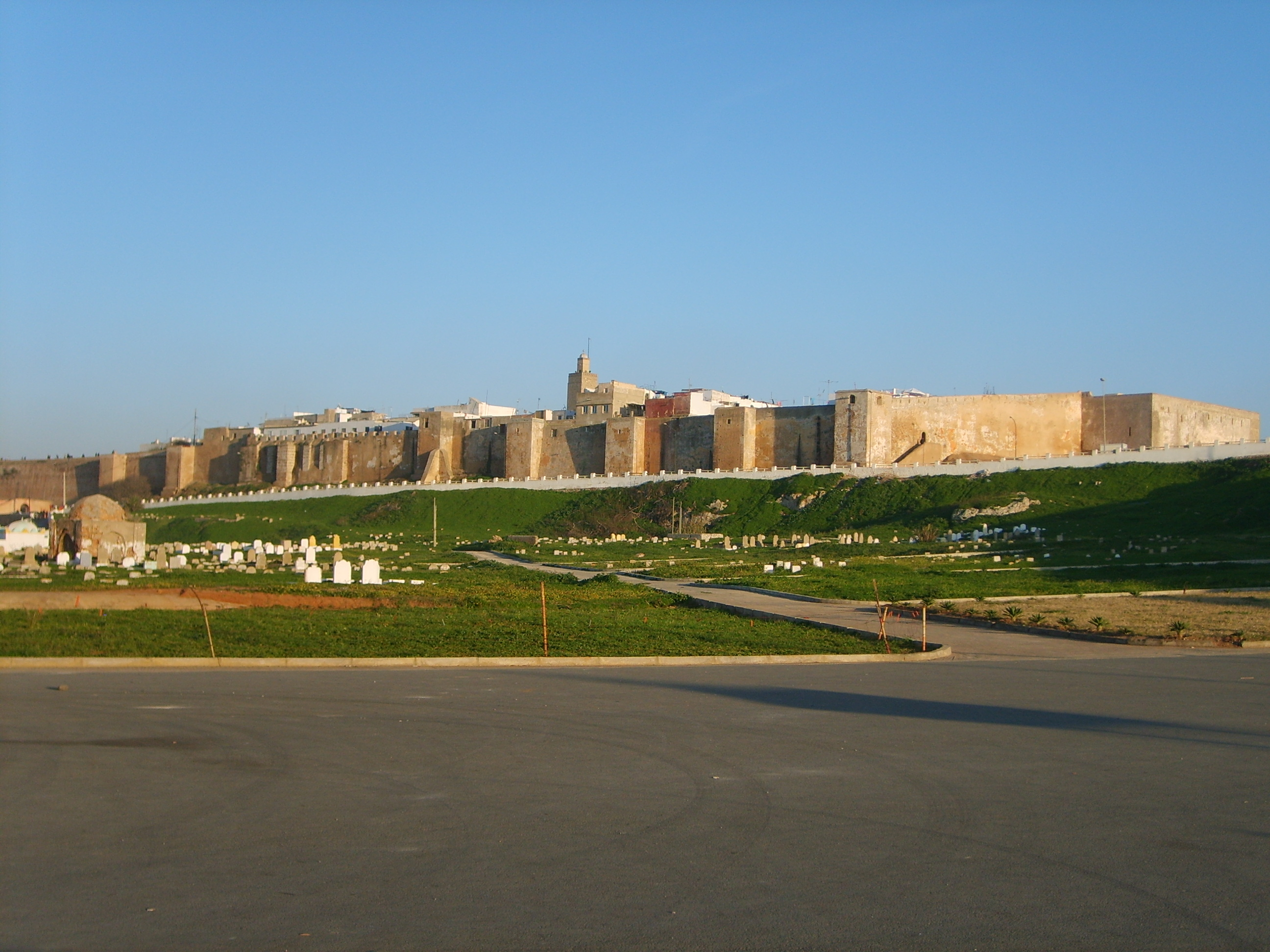
Les remparts de Rabat et la mosquée des Oudayas restaurés par Ahmed

À Rabat, Ahmed restaure les remparts de la ville et l'ancienne mosquée de la Kasbah des Oudayas, qui datent du XIIe siècle, et y renforce les fortifications par l'édification de nouvelles installations tel le borj Sirat sur lequel trône le phare de Rabat, ainsi que les borjs Sqala et Eddar assurant la défense de la côte.